# Dusona melanator
Dusona melanator là một loài tò vò trong họ Ichneumonidae.